# Lambert Cools
Lambert Cools (Essen, 22 juni 1928 - 30 augustus 1997) was een Belgisch politicus voor de BSP / SP.

## Levensloop
Cools werd ambtenaar en vervolgens diensthoofd bij de Belgische Dienst voor Buitenlandse Handel. Ook was hij de voorzitter van voetbalclub Excelsior FC Essen.
Hij was tevens politiek actief voor de BSP en vervolgens de SP. Voor deze partij was hij van 1962 tot 1980 gemeenteraadslid van Essen en van 1971 tot 1978 provincieraadslid van de provincie Antwerpen. Van 1990 tot 1991 zetelde hij eveneens in de Belgische Senaat als provinciaal senator voor de provincie Antwerpen.